# Parco nazionale di Kanha
Il parco nazionale di Kanha è un'area naturale protetta indiana situata nei distretti di Mandla e Balaghat, nel Madhya Pradesh.
Il parco ospita una numerosa popolazione di tigri reali del Bengala, ma vi si trovano anche leopardi, orsi labiati, barasinga e cuon.

## Territorio
Negli anni '30, l'odierna area di Kanha era suddivisa in due oasi naturali protette, Hallon e Banjar, rispettivamente di 250 e 300 km² ciascuno. Il parco nazionale vero e proprio venne istituito il 1º giugno 1955. Oggi comprende un'area di 940 km² e insieme ad un'area cuscinetto circostante di 1009 km² e al vicino santuario di Phen, di 110 km², costituisce la riserva delle tigri di Kanha. 

## Flora
Le foreste di pianura, inframmezzate tra loro da prati, sono composte da sal (Shorea robusta) e da altri tipi di albero, mentre quelle d'altopiano sono del tipo deciduo tropicale e sono formate da tutt'altro tipo di specie, oltre che da bambù (Dendrocalamus strictus).
La riserva abbonda di prati, o maidan, che forniscono il nutrimento abituale del barasinga (Rucervus duvaucelii branderi). Nelle fitte aree forestali si trovano varie specie di rampicanti, arbusti ed erbe. Le piante acquatiche dei numerosi tal (laghi) offrono riparo e nutrimento a centinaia di specie di uccelli acquatici migratori.

## Fauna

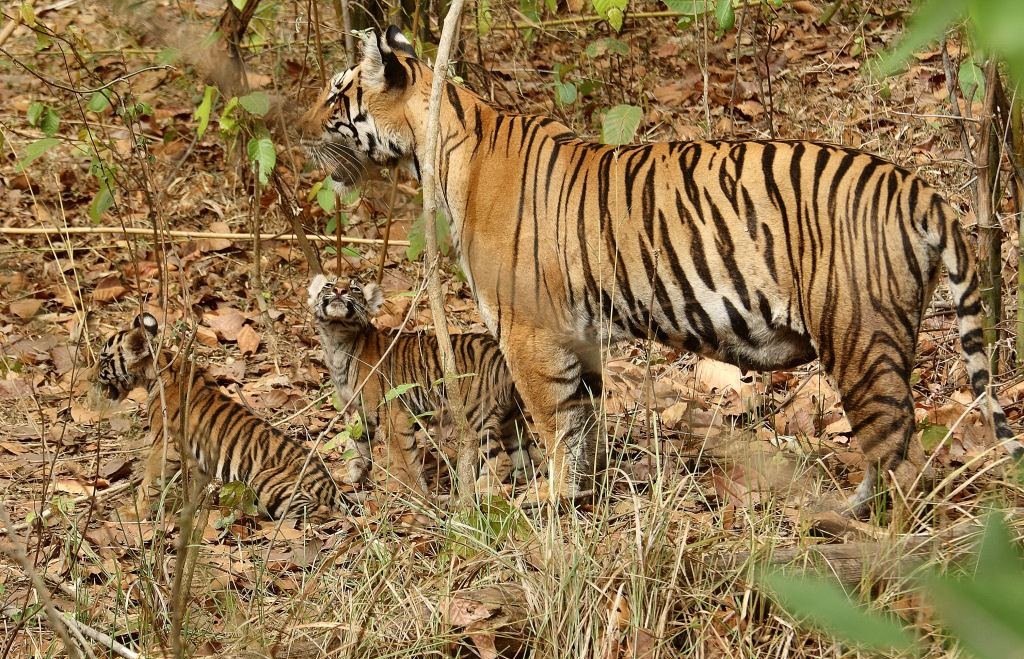
Una femmina di tigre con i suoi due piccoli.

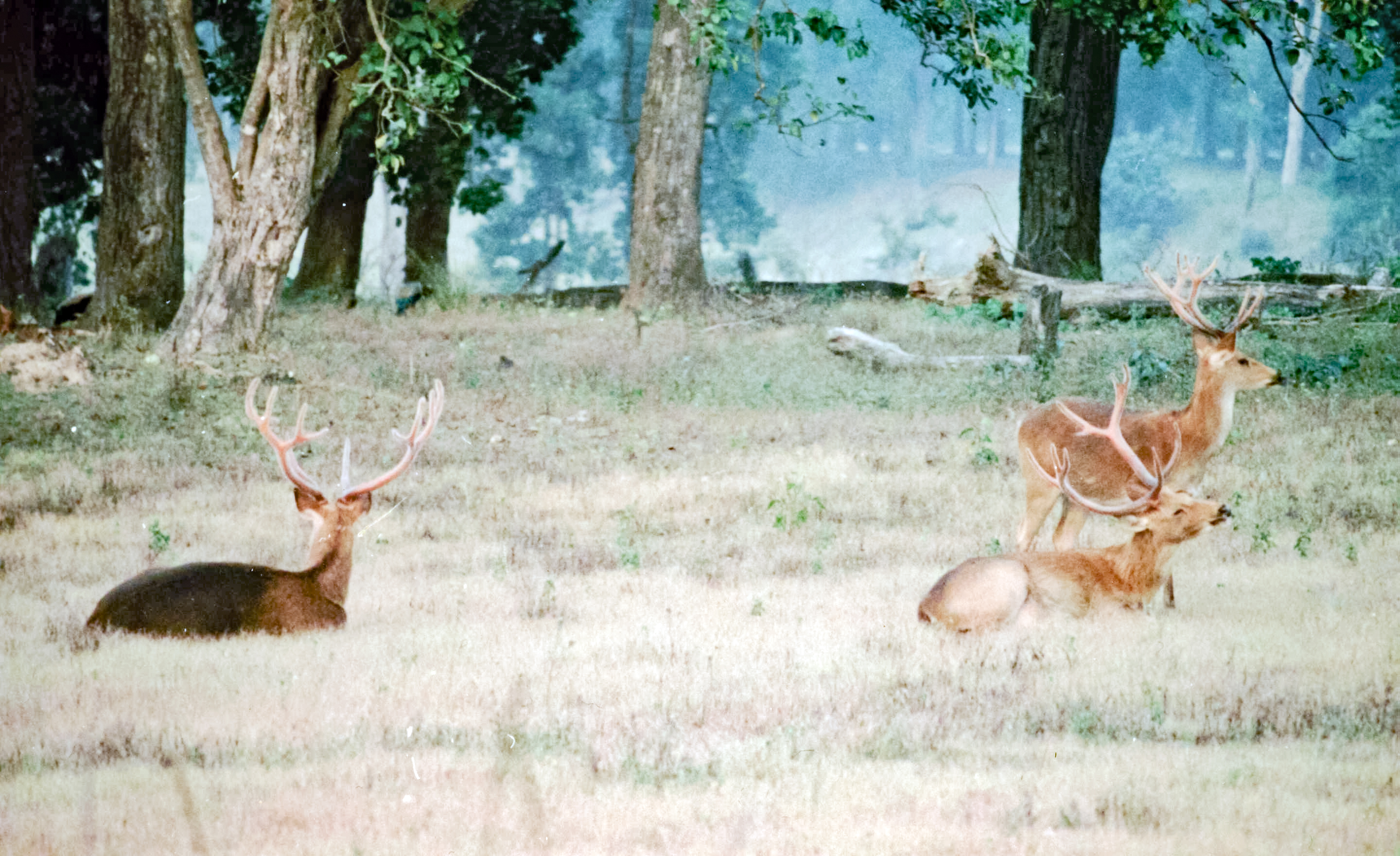
Barasinga
(Rucervus duvaucelii)

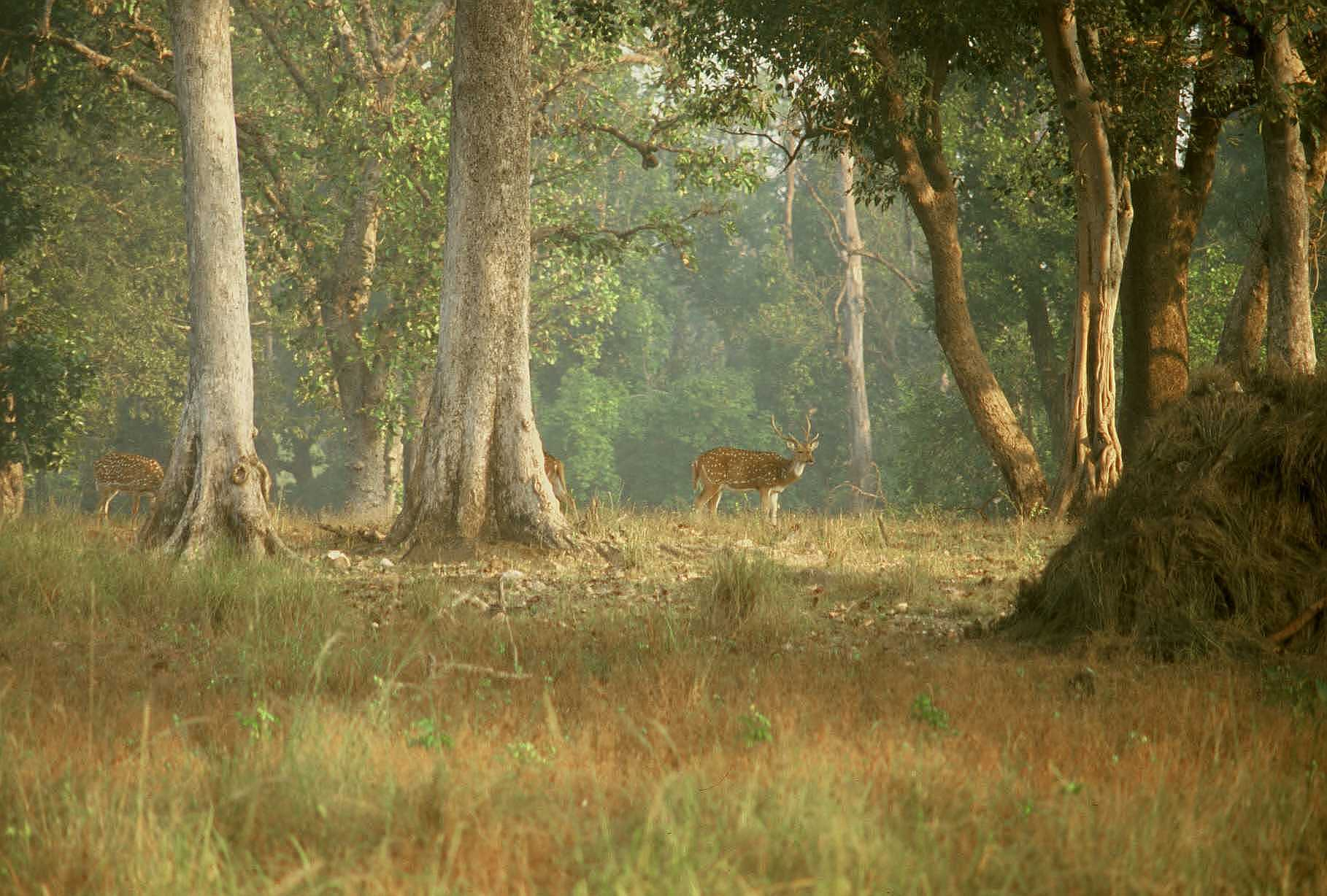
Cervi pomellati
(Axis axis)

Nel parco è presente una numerosa popolazione di tigri (131 nel giugno 2006), ma vi si trovano anche 180 leopardi, 396 cuon (Cuon alpinus alpinus) e 111 orsi labiati (stime del 2000). Nell'estremità orientale del parco si possono trovare anche esemplari del raro lupo indiano (Canis lupus pallipes).
La preda fondamentale di questi predatori è costituita dai cervi pomellati, o chital, di cui si stima ne vivano nel parco 20.000 esemplari. La seconda specie di cervo più numerosa è il sambar (3621 nel 2000), preda abituale delle tigri. Altri mammiferi che si possono incontrare comunemente sono gli entelli grigi comuni (6668 nel 2000), i cinghiali (8534 nel 2000), i gaur (più di mille nel 2000) e i barasinga o cervi di palude della rarissima sottospecie Rucervus duvaucelii branderi, diffusi solamente a Kanha. Ridotti cinquant'anni fa a non più di 60 esemplari, grazie a severe misure di protezione il loro numero è di nuovo aumentato, tanto da toccare nel giugno 2006 i 1200 esemplari. Un tentativo di reintrodurre nel parco una popolazione di antilopi cervicapra è andato fallito, mentre vi si possono pur sempre incontrare rari esemplari di antilope quadricorne e di nilgau (antilope azzurra).
Tra le altre specie di grandi mammiferi del parco ricordiamo il macaco reso, lo sciacallo dorato, la volpe del Bengala, la lontra liscia, il tasso del miele, la piccola civetta indiana, la mangusta grigia indiana, la mangusta rossastra, la iena striata, il gatto della giungla, il gatto leopardo, il tragulo maculato indiano, il pangolino indiano, l'istrice indiano e la lepre indiana. È molto comune anche il gallo della giungla indiano, antenato del pollame domestico.

## Popoli indigeni
L'area del parco di Kanha è il territorio ancestrale delle tribù Baiga e Gond; nel nome della conservazione della tigre, però, nel 2014 gli indigeni sono stati sfrattati dall'area centrale del parco. Survival International, il movimento mondiale per i diritti dei popoli indigeni, ha denunciato che mentre le comunità indigene sono distrutte dagli sfratti forzati illegali, migliaia di turisti possono scorrazzare per il parco sulle jeep per fotografare le tigri assediate.
Secondo l'organizzazione, i popoli indigeni sono i migliori conservazionisti: “I Baiga e i Gond hanno alimentato e convissuto con la fauna e la flora di Kanha per generazioni. Hanno contribuito a catturare i bracconieri, a controllare gli incendi della foresta, e a monitorare la fauna”; per questo, “sfrattare le tribù non salverà le tigri.”